# 大河南镇 (灯塔市)
大河南镇，是中华人民共和国辽宁省辽阳市灯塔市下辖的一个乡镇级行政单位。

## 行政区划
大河南镇下辖以下地区：
大河南村、音得牛录村、二十家子村、东羊角湾村、后二台子村、前二台子村、孟葫屯村、五里台村、周官屯村、古树子村、全家洼子村、大堡村和新光村。